# Saison 9 de Bob l'éponge
Chronologie
Saison 8 Saison 10
Cet article présente les épisodes de la neuvième saison de la série d'animation télévisée américaine Bob l'éponge diffusée du 21 juillet 2012 au 20 février 2017 sur Nickelodeon.
En France, la neuvième saison est diffusée du 30 mars 2014 au 8 avril 2017 sur Nickelodeon France.

## Production

### Développement
Avec les 26 épisodes commandés pour cette saison, la série a dépassé les 200 épisodes. Le show runner de cette saison est Paul Tibbitt. Il s'agit de la première saison entièrement produite en haute définition.
Certaines traductions écrites sont en français.
Le doublage français de la neuvième saison de Bob l'éponge est marqué par un changement d'acteur pour la voix de Patrick, l'étoile de mer. Erik Colin meurt le 15 novembre 2013 des suites d'une longue maladie. Bob tu es viré !, le 11ème épisode de la 9ème saison sera le dernier épisode de la série doublé par Erik Colin. C'est Boris Rehlinger qui le remplace pour le personnage.

## Épisodes
| № | #   | Titre français / Titre original                             | Réalisation              | Scénario                                                        | Première diffusion | Première diffusion | Audiences |
| --- | --- | ----------------------------------------------------------- | ------------------------ | --------------------------------------------------------------- | ------------------ | ------------------ | --------- |
| 179a | 1a  | Sports Extrêmes Extreme Spots                               | Tom Yasumi               | Luke Brookshier, Marc Ceccarelli et Derek Iversen               | 21 juillet 2012    | 6 octobre 2014     | 3,70      |
| Une bande de casse-cous, les Rascals, impressionne tous les Bikini Bottomiens au Goo Lagoon. Bob l'éponge et Patrick vont essayer d'entrer dans leur bande, d'abord sans succès. Les Rascals se blessent ensuite en pratiquant l'activité favorite de Bob et de son ami : la pêche à la méduse. - Invités : Johnny Knoxville (Johnny Krill) |     |                                                             |                          |                                                                 |                    |                    |           |
| 179b | 1b  | Le Grand Livre des records Squirrel Record                  | Alan Smart               | Luke Brookshier, Marc Ceccarelli et Derek Iversen               | 21 juillet 2012    | 6 octobre 2014     | 3,70      |
| Sandy trouve un livre des records dans la benne à ordures du Crabe Croustillant. Elle demande alors à son ami Bob l'éponge de l'aider à battre ces records, qui vont du plus long gargarisme à la sauce pimentée jusqu'à la plus grande boule d'élastiques du monde. C'est alors que Bob ne peut plus faire autre chose que des photos, Sandy ayant remplacé son ami par des robots pour battre les records encore plus vite. Il se trouve finalement que le livre des records date d'il y a 30 ans, et que tous les records y figurant ont déjà été battus depuis. |     |                                                             |                          |                                                                 |                    |                    |           |
| 180a | 2a  | Super Patrick ! Patrick-Man!                                | Alan Smart               | Casey Alexander, Zeus Cervas et Derek Iversen                   | 27 octobre 2012    | 7 octobre 2014     | 4,10      |
| Patrick arrive en trombe chez son ami Bob l'éponge, car il aimerait trouver un passe-temps. Il envie Bob car il a un travail permettant de sauver les gens en les nourrissant. Assis sur le canapé, Patrick regarde la télévision pour savoir ce qu'il pourrait devenir et devient intrigué en regardant un épisode du dessin animé de l'Homme-Sirène et du Bernard l'Ermite. Il trouve ainsi sa vocation : devenir un super-héros. Super-Patrick à la rescousse, mais ce n'est pas vraiment le héros que les gens souhaitent. - Invités : Ernest Borgnine (l'Homme-sirène) et Tim Conway (le Bernard l'Ermite) |     |                                                             |                          |                                                                 |                    |                    |           |
| 180b | 2b  | La petite balle de Gary Gary's New Toy                      | Tom Yasumi               | Marc Ceccarelli et Derek Iversen                                | 14 octobre 2012    | 7 octobre 2014     | 2,36      |
| Bob l'éponge en marre que son animal Gary mâchouille ses affaires, il décide alors d'aller à l'animalerie afin d'acheter un nouveau jouet. Les jouets qu'il trouve sont peu résistants face aux dents de Gary, jusqu’à ce que ce dernier tombe sur une petite balle rouge en caoutchouc. Gary adore sa nouvelle balle, mais ce jouet va virer à l'obsession, ce qui va inquiéter Bob. |     |                                                             |                          |                                                                 |                    |                    |           |
| 181a | 3a  | Le diplôme de Milk-Shake Licence to Milkshake               | Tom Yasumi               | Casey Alexander, Zeus Cervas et Mr. Lawrence                    | 7 septembre 2012   | 8 octobre 2014     | 3,13      |
| Un client commande un milk-shake au Crabe Croustillant, mais ce dernier est congelé, n'a pas bon goût et Bob l'éponge s'aperçoit que sa licence de milk-shake a expiré depuis 7 ans. Le client exige le remboursement, ce à quoi le capitaine Krabs répond que son cuisinier lui préparera un milk-shake de meilleure qualité le lendemain. Puis le capitaine embarque Bob en voiture et l’emmène à l'académie du milk-shake. Bob pense pouvoir décrocher ce diplôme, mais les milk-shakes qu'il prépare se révèlent être tous des catastrophes. - Invités : Michael McKean (Capitaine Top-Givré) |     |                                                             |                          |                                                                 |                    |                    |           |
| 181b | 3b  | Bébé Carlo Squid Baby                                       | Alan Smart               | Casey Alexander, Zeus Cervas et Mr. Lawrence                    | 3 septembre 2012   | 8 octobre 2014     | 3,36      |
| Carlo vient crier sur Bob l'éponge et Patrick qui font du bruit en se comportant comme des bébés, en leur disant qu'il est un adulte mature ayant déjà passé le stade de l'enfance. Mais il glisse sur un jouet et se cogne violemment la tête contre la boîte aux lettres de Bob, ce qui provoque le gonflement de son crâne. Bob et Patrick l’emmènent alors à hôpital et le docteur leur répond qu'il a le syndrome de la tête qui fait boum-boum : son crâne a enflé de telle sorte que sa conscience est revenue au stade de bébé. Le docteur charge donc Bob et Patrick de s'occuper de Carlo, qu'ils surnomment Carlito, le temps que sa tête guérisse, et qu'il ne subisse pas d'autres chocs violents, sous peine de rester sous cet état pour toujours. |     |                                                             |                          |                                                                 |                    |                    |           |
| 182a | 4a  | Le journal de Bob Little Yellow Book                        | Alan Smart               | Luke Brookshier, Marc Ceccarelli et Derek Iversen               | 2 mars 2013        | 9 octobre 2014     | 4,73      |
| Carlo est excédé par les commandes des clients qui s'accumulent et se rend compte que Bob n'est pas à son poste. Il va dans la cuisine et le trouve caché dans un tonneau, en train d'écrire dans un cahier. Lui rappelant de faire son travail, Bob s'exécute tout de suite. Mais Carlo à l'air intrigué par le cahier, que Bob récupère aussi vite. Curieux, Carlo fait en sorte que Bob exécute plusieurs tâches d'affilée afin de pouvoir lire le contenu du journal. Il se trouve que c'est le journal intime de Bob, ce qui fait rire Carlo. Mais en riant à voix haute, il attire la curiosité de certains clients qui veulent savoir eux aussi le contenu de ce journal. On apprend alors que Bob glousse comme une poule quand il voit des kilts écossais, qu'il appelle sa spatule "Spat", et qu'il danse en sous-vêtement dès qu'il entend l'hymne national de Bikini Bottom. Bob apprend alors que tout le monde a "lu" son journal, et part en pleurant. Alors, tout le monde commence à détester Carlo. Bob lui dit alors que ce n'était pas son journal intime, mais un simple journal du quotidien, qu'il a fait publier car tout le monde le trouvait marrant. |     |                                                             |                          |                                                                 |                    |                    |           |
| 182b | 4b  | La maxime du conducteur Bumper to Bumper                    | Alan Smart               | Casey Alexander, Zeus Cervas et Mr. Lawrence                    | 17 novembre 2012   | 9 octobre 2014     | 4,01      |
| Encore un mauvais jour pour Madame Puff qui doit encore une fois de plus faire passer le permis bateau à son pire élève, Bob l'éponge. Cependant, une idée lui vient : lui faire passer l'examen sur une route totalement déserte, pour éviter les accidents. Elle l'y conduit sans qu'il ne le sache et se retrouvent tous les deux sur une vieille route délabrée et complètement perdue. Madame Puff lui récite alors une phrase, afin qu'il puisse passer tranquillement son examen : "Je me concentre sur la route, il n'y a rien d'autre que la route." Cette phrase hypnotique porte ses fruits, jusqu'au moment où la route possède une fin, ce qui déstabilise Bob pour la dernière étape du permis : le freinage. |     |                                                             |                          |                                                                 |                    |                    |           |
| 183a | 5a  | Aaahhh, un oursin ! Eek, an Urchin!                         | Alan Smart               | Luke Brookshier, Marc Ceccarelli et Mr. Lawrence                | 27 octobre 2012    | 10 octobre 2014    | 4,10      |
| En tachant accidentellement le sol de sa cuisine, Bob veut utiliser une bombe désinfectante pour nettoyer la tache. Mais il asperge accidentellement ses yeux et fait tomber la bombe qui roule sous le grill. En la récupérant, il récupère aussi un oursin, dont tout le monde a peur, que ce soit Carlo ou Monsieur Krabs. Bien qu'ils tentent de s'en débarrasser, l'oursin est très costaud (il peut facilement soulever une personne) et surtout fourbe. L'apparition d'un oursin dans la salle du restaurant, après que Bob en parle en chuchotant, fait fuir toute la clientèle, alors que Plankton arrivait devant le Crabe Croustillant pour tenter de voler encore une fois la recette secrète. Dans de telles conditions, Plankton et Krabs font temporairement la paix pour se débarrasser du parasite, ce qui ne va pas porter ses fruits. |     |                                                             |                          |                                                                 |                    |                    |           |
| 183b | 5b  | Carlo Karattaque Squid Defense                              | Tom Yasumi               | Casey Alexander, Zeus Cervas, Blake Lemons et Derek Iversen     | 1er janvier 2013   | 10 octobre 2014    | 3,70      |
| Bob l'éponge frappe accidentellement Carlo avec une prise de karaté, ce qui exaspère ce dernier. Bob lui demande pourquoi il ne viendrait pas avec lui chez Sandy afin d'apprendre le karaté dans une mesure d'autodéfense, au cas où il se ferait agresser dans la rue. Carlo décline son offre. Mais un soir, en se promenant avec ses courses, l'ombre menaçante d'un grand homme suit Carlo à la trace, ce qui lui file la chair de poule. Il fuit en courant chez Bob en lui suppliant de lui apprendre le karaté. Sandy lui enseigne alors tout ce qu'il faut savoir sur cet art martial, en retenant une seule chose : le karaté ne peut pas être utilisé pour se venger. Un autre soir, Carlo utilise ses connaissances en karaté pour attaquer l'homme qui le suivait quelques jours auparavant, celui-ci voulant lui rendre ses provisions. Bob et Sandy, ainsi que la police, assistent à toute la scène et Carlo se fait arrêter. |     |                                                             |                          |                                                                 |                    |                    |           |
| 184a | 6a  | L'Évasion Jailbreak!                                        | Alan Smart               | Luke Brookshier, Marc Ceccarelli et Mr. Lawrence                | 16 mars 2013       | 16 février 2015    | 3,81      |
| Plankton se fait encore une fois arrêter par la police, après avoir encore une fois essayé de dérober la recette secrète du pâté de crabe. Il découvre alors que Bob l'éponge travaille aussi, à temps partiel, à la prison de Bikini Bottom. Plankton et ses camarades de cellules concoctent un plan pour s'évader de la prison : fabriquer du chum pour essayer de dissuader les gardiens de prison. Ces derniers tentent de bloquer un énorme trou qui s'est formé dans l'un des murs de l'enceinte, sans succès, car ils restent coincés après avoir fait cet acte. Les prisonniers arrivent tout de même à s'échapper... pour de nouveau se faire arrêter. |     |                                                             |                          |                                                                 |                    |                    |           |
| 184b | 6b  | La spatule infernale Evil Spatula                           | Alan Smart et Tom Yasumi | Casey Alexander, Zeus Cervas, Blake Lemons et Andrew Goodman    | 9 mars 2013        | 16 février 2015    | 4,04      |
| Plankton fait en sorte que la spatule de Bob l'éponge se casse en deux en essayant de soulever un pâté de crabe. À cause de cet événement tragique, Bob va au magasin de spatules pour en chercher une nouvelle. Plankton arrive ensuite pour lui montrer sa nouvelle invention : une spatule parlante, multifonctions, et qui sait préparer la nourriture toute seule. Il se révèle alors que c'est Plankton qui contrôle la spatule, pour essayer encore une fois de dérober la recette du pâté de crabe, celle-ci étant dotée d'un microphone et d'une caméra. |     |                                                             |                          |                                                                 |                    |                    |           |
| 185 | 7   | La chose du Goo Lagoon It Came from Goo Lagoon              | Alan Smart et Tom Yasumi | Luke Brookshier, Marc Ceccarelli, Derek Iversen et Mr. Lawrence | 17 février 2014    | 17 février 2015    | 4,04      |
| Alors que Bob l'éponge et Patrick s'amusent à la plage, ils se font emporter par une grosse vague. Ne sachant pas nager, ils flottent bizarrement dans l'eau, puis une mystérieuse bulle violette apparaît sous les deux héros. Cette drôle de chose est gluante, poisseuse et élastique, ce qui amuse Bob et Patrick. D'après Sandy, cette chose est toxique et dangereuse, mais personne ne l'écoute, et de nouvelles bulles apparaissent hors de l'eau, ce qui attire la curiosité des Bikini Bottomiens qui s'amusent avec celles-ci. Plankton apprenant la dangerosité de la matière décide de plonger au fond du Goo Lagoon afin d'extraire une grosse quantité de cette matière, que Sandy a dénommé la Super Goo, pour dominer Bikini Bottom, et ainsi mettre la main sur la formule secrète du pâté de crabe. |     |                                                             |                          |                                                                 |                    |                    |           |
| 186a | 8a  | Krabs double la mise Safe Deposit Krabs                     | Alan Smart               | Casey Alexander, Zeus Cervas, Blake Lemons et Derek Iversen     | 25 mars 2013       | 18 février 2015    | 4,18      |
| Monsieur Krabs apprend qu'une nouvelle banque vient d'ouvrir à Bikini Bottom, ce qui attire sa curiosité. Après avoir été chassé plusieurs fois pour tentative de vol, il finit par ouvrir un compte, et il y dépose une pièce d'un centime. Ne voulant pas quitter la pièce des yeux, M. Krabs entre dans le coffre, pour ensuite se faire éjecter dans le coffre-fort de la banque, après qu'un garde ferme de force le coffre. Krabs découvre alors la montagne de billets. Bob l'éponge s'inquiète de l'absence de son patron, et demande à Pearl de l'appeler sur son téléphone portable. Bob apprend qu'il est enfermé dans le coffre-fort de la banque, et demande à son ami Patrick de l'aider à délivrer Krabs. |     |                                                             |                          |                                                                 |                    |                    |           |
| 186b | 8b  | Microbe Plankton's Pet                                      | Alan Smart et Tom Yasumi | Luke Brookshier, Marc Ceccarelli et Mr. Lawrence                | 19 janvier 2013    | 18 février 2015    | 4,37      |
| Après avoir échoué à nouveau à voler la formule secrète du Crabe Croustillant, Plankton obtient une ami microbe pour se réconforter. |     |                                                             |                          |                                                                 |                    |                    |           |
| 187a | 9a  | Le Pêcheur 4 Don't Look Now                                 | Tom Yasumi               | Luke Brookshier, Marc Ceccarelli et Mr. Lawrence                | 14 octobre 2013    | 19 février 2015    | 3,42      |
| Après que Bob l'éponge et Patrick aient regardé un film d'horreur, ils sont convaincus que le méchant du film existe en les recherchant. |     |                                                             |                          |                                                                 |                    |                    |           |
| 187b | 9b  | La Séance de spiritisme Séance Shméance                     | Alan Smart et Tom Yasumi | Casey Alexander, Zeus Cervas et Mr. Lawrence                    | 14 octobre 2013    | 19 février 2015    | 3,42      |
| Bob l'éponge tente de contacter les esprits afin de trouver une recette d'un sandwich perdue depuis longtemps. |     |                                                             |                          |                                                                 |                    |                    |           |
| 188a | 10a | Kenny le Chat Kenny the Cat                                 | Tom Yasumi               | Casey Alexander, Zeus Cervas, Blake Lemons et Mr. Lawrence      | 29 mars 2014       | 20 février 2015    | 4,33      |
| Bob l'éponge attend son idole, Kenny le Chat, qui a un talent pour l'apnée, jusqu'à ce qu'il découvre que ce chat ne tient pas vraiment en apnée. - Invité : Biz Markie (Kenny le chat) |     |                                                             |                          |                                                                 |                    |                    |           |
| 188b | 10b | Le Yéti crabs Yeti Krabs                                    | Alan Smart               | Casey Alexander, Zeus Cervas et Mr. Lawrence                    | 29 mars 2015       | 20 février 2015    | 2,25      |
| Quand Carlo arrête de travailler au Crabe Croustillant, M. Krabs raconte une histoire effrayante à propos d'un crabe yéti qui mange des employés paresseux. Au moment où le vrai se présente au restaurant, Bob l'éponge le prend au sérieux et travail d'arrache-pieds. |     |                                                             |                          |                                                                 |                    |                    |           |
| 189 | 11  | Bob, t'es viré! SpongeBob You're Fired!                     | Alan Smart et Tom Yasumi | Luke Brookshier, Marc Ceccarelli et Mr. Lawrence                | 11 novembre 2013   | 29 mars 2015       | 5,19      |
| Pour économiser de l'argent, Mr. Krabs vire Bob l'éponge. Il reste à la maison pour jouer et faire des trucs "rigolos" avec Patrick, mais détestant les activités quotidiennes de Patrick, Bob cherche un travail, mais sans succès... |     |                                                             |                          |                                                                 |                    |                    |           |
| 190a | 12a | Le Raccourci Lost in Bikini Bottom                          | Alan Smart et Tom Yasumi | Jack Pendarvis                                                  | 16 juillet 2015    | 7 mars 2016        | 3,20      |
| Bob l'éponge se perd après avoir essayé de prendre un raccourci vers le Crabe Croustillant. |     |                                                             |                          |                                                                 |                    |                    |           |
| 190b | 12b | Mauvaise Conduite Tutor Sauce                               | Alan Smart et Tom Yasumi | Jack Pendarvis                                                  | 16 juillet 2015    | 7 mars 2016        | 3,20      |
| M. Krabs apprend à Bob l'éponge à conduire un bateau. |     |                                                             |                          |                                                                 |                    |                    |           |
| 191a | 13a | La Personne de votre choix Squid Plus One                   | Alan Smart et Tom Yasumi | Kyle McCulloch et Jack Pendarvis                                | 7 septembre 2015   | 8 mars 2016        | 1,98      |
| Carlo reçoit une invitation à une ouverture de galerie et se bouscule pour trouver un ami à emmener avec lui. |     |                                                             |                          |                                                                 |                    |                    |           |
| 191b | 13b | Le Cadre The Executive Treatment                            | Alan Smart et Tom Yasumi | Jack Pendarvis                                                  | 7 septembre 2015   | 8 mars 2016        | 1,98      |
| Tout en essayant de commander un sandwich exécutif au Crabe Croustillant, Patrick se laisse entraîner dans le monde des affaires en évolution rapide. - Invité : Frank Ferrante (manager du business |     |                                                             |                          |                                                                 |                    |                    |           |
| 192a | 14a | Pique-nique d'entreprise Company Picnic                     | Alan Smart et Tom Yasumi | Kyle McCulloch et Jack Pendarvis                                | 25 septembre 2015  | 9 mars 2016        | 1,61      |
| M. Krabs organise le premier pique-nique annuel de l'entreprise au Crabe Croustillant pour remonter le moral, mais Plankton organise son propre pique-nique le même jour. |     |                                                             |                          |                                                                 |                    |                    |           |
| 192b | 14b | Une histoire de tonneaux Pull Up a Barrel                   | Alan Smart et Tom Yasumi | Jack Pendarvis                                                  | 18 septembre 2015  | 9 mars 2016        | 2,09      |
| M. Krabs propose à Bob l'éponge et Carlo de raconter ses vieux jours de la marine avec les personnages de l'émission représentant ses différents membres d'équipage. |     |                                                             |                          |                                                                 |                    |                    |           |
| 193a | 15a | Le sanctuaire pour escargots Sanctuary!                     | Alan Smart et Tom Yasumi | Kyle McCulloch                                                  | 16 octobre 2015    | 10 mars 2016       | 1,28      |
| Bob l'éponge prend des escargots errants dans sa maison et commence lentement à devenir obsessionnel, ce qui le conduit à l'isolement. - Invité : Bob Barker (Bob Bernache) |     |                                                             |                          |                                                                 |                    |                    |           |
| 193b | 15b | Patrick, le champion des mangeurs What's Eating Patrick?    | Alan Smart et Tom Yasumi | Kyle McCulloch et Jack Pendarvis                                | 2 octobre 2015     | 10 mars 2016       | 1,77      |
| Patrick participe à un concours de restauration pour défendre l'honneur de Bikini Bottom. |     |                                                             |                          |                                                                 |                    |                    |           |
| 194a | 16a | Patrick, le jeu Patrick! The Game                           | Alan Smart et Tom Yasumi | Jack Pendarvis                                                  | 11 novembre 2015   | 11 mars 2016       | 2,05      |
| Patrick crée un nouveau jeu de société composé d'une variété de jeux différents et invite Bob l'éponge, Carlo et Sandy à venir jouer avec lui. Cependant, un désastre s'ensuit lorsque Patrick commence à établir les règles du jeu au fur et à mesure. |     |                                                             |                          |                                                                 |                    |                    |           |
| 194b | 16b | Voyage au cœur des égouts The Sewers of Bikini Bottom       | Alan Smart et Tom Yasumi | Kaz                                                             | 11 novembre 2015   | 11 mars 2016       | 2,05      |
| Après avoir accidentellement envoyé le coffre-fort de M. Krabs dans les toilettes, Bob l'éponge et Carlo doivent aller dans les égouts pour le récupérer. |     |                                                             |                          |                                                                 |                    |                    |           |
| 195a | 17a | Le nouveau pantalon SpongeBob LongPants                     | Alan Smart et Tom Yasumi | Kaz                                                             | 15 février 2016    | 26 novembre 2016   | 2,93      |
| La vie de Bob l'éponge change lorsqu'il échange son ancien pantalon carré contre une nouvelle paire de pantalons longs. |     |                                                             |                          |                                                                 |                    |                    |           |
| 195b | 17b | Gonflé à bloc Larry's Gym                                   | Alan Smart et Tom Yasumi | Jack Pendarvis                                                  | 15 février 2016    | 26 novembre 2016   | 2,93      |
| Lorsque Larry le homard ouvre un nouveau gymnase, Bob l'éponge devient son client n°1. |     |                                                             |                          |                                                                 |                    |                    |           |
| 196a | 18a | Les rats de laboratoire The Fishbowl                        | Alan Smart et Tom Yasumi | Kyle McCulloch et Jack Pendarvis                                | 4 mars 2016        | 26 novembre 2016   | 1,96      |
| Sandy essaie d'étudier le comportement de Bob l'éponge et de Patrick, mais son expérience scientifique va horriblement mal se passer quand Patrick devient autoritaire. |     |                                                             |                          |                                                                 |                    |                    |           |
| 196b | 18b | Une épouse en or Married to Money                           | Alan Smart et Tom Yasumi | Josh Androsky et Daniel Dominguez                               | 4 mars 2016        | 26 novembre 2016   | 1,76      |
| Tout en nettoyant le Crabe Croustillant après l'un des plans échoués de Plankton, M. Krabs rencontre et tombe amoureux d'une pile d'argent anthropomorphique appelée Cashina. À l'insu de M. Krabs, cependant, Cashina est en fait un robot piloté par Plankton qui a l'intention de l'escroquer pour lui donner la formule secrète du Patté de Crabe. |     |                                                             |                          |                                                                 |                    |                    |           |
| 197a | 19a | Au travail, Pearl Mall Girl Pearl                           | Alan Smart et Tom Yasumi | Clare O'Kane                                                    | 12 mars 2016       | 3 décembre 2016    | 3,11      |
| Pearl essaie de trouver un emploi au centre commercial de Bikini Bottom mais ne trouve qu'un seul magasin d'embauche. Celui n'est pas très populaire auprès de ses amis. |     |                                                             |                          |                                                                 |                    |                    |           |
| 197b | 19b | Deux pouces Two Thumbs Down                                 | Alan Smart et Tom Yasumi | Kyle McCulloch                                                  | 12 mars 2016       | 3 décembre 2016    | 3,11      |
| Bob l'éponge se casse les pouces après avoir donné beaucoup de pouces et doit apprendre à recycler ses pouces. |     |                                                             |                          |                                                                 |                    |                    |           |
| 198a | 20a | Les Sharks contre les Podes Sharks vs. Pods                 | Sherm Cohen              | Solomon Georgio                                                 | 4 mai 2016         | 3 décembre 2016    | 1,81      |
| Bob rejoint un groupe de requins, les Sharks, et croit que ce sont des criminels. Mais il va vite comprendre que la réalité est différente... |     |                                                             |                          |                                                                 |                    |                    |           |
| 198b | 20b | Moi-Aussi CopyBob DittoPants                                | Alan Smart               | Kaz                                                             | 5 mai 2016         | 3 décembre 2016    | 1,71      |
| Bob fait la fête avec Plankton, puis ce dernier fait une photocopie de l'ADN de Bob, qui ne se doute de rien. Plankton crée une armée de Bob pour tenter de voler la recette secrète. |     |                                                             |                          |                                                                 |                    |                    |           |
| 199a | 21a | Vendue ! Sold !                                             | Alan Smart et Tom Yasumi | Kyle McCulloch et Kaz                                           | 6 mai 2016         | 10 décembre 2016   | 1,80      |
| Bob l'éponge et Patrick croient à tort après avoir regardé une publicité télévisée et que leurs maisons ont été vendues. En conséquence, ils s'éloignent et construisent une maison mal conçue derrière le Crabe Croustillant, ce qui soulage Carlo, qui accepte l'erreur malgré le fait de savoir que leurs maisons n'étaient pas vraiment vendues. Cependant, Bob et Patrick décident de visiter leurs anciens lieux et Carlo doit prétendre être de nouveaux locataires de langue étrangère, afin de maintenir la ruse. |     |                                                             |                          |                                                                 |                    |                    |           |
| 199b | 21b | Les biscuits de la colère Lame and Fortune                  | Alan Smart et Tom Yasumi | Mr. Lawrence                                                    | 11 juillet 2016    | 10 décembre 2016   | 1,96      |
| Plankton se rend compte que les biscuits de la fortune peuvent prédire l'avenir, il les modifie donc en fonction de ses plans. |     |                                                             |                          |                                                                 |                    |                    |           |
| 200 | 22  | La Fin du Pâté de crabe ? Goodbye, Krabby Patty ?           | Alan Smart et Tom Yasumi | Kyle McCulloch                                                  | 20 février 2017    | 1er avril 2017     | 2,67      |
| Bob l'éponge et M. Krabs demandent des conseils commerciaux à un cadre publicitaire dans le cadre de ses efforts pour lancer une gamme de galettes Croustillants surgelées. Une fois que M. Krabs a réussi, il cesse de vendre des Pattés de Crabe frais et transforme le Crabe Croustillant en musée. Il embauche ensuite Patrick pour de la publicité. Bob l'éponge doit sauver le Pâté de crabe, ainsi que son amitié avec Patrick. |     |                                                             |                          |                                                                 |                    |                    |           |
| 201a | 23a | Casse-noisette Sandy's Nutmare                              | Alan Smart et Tom Yasumi | Andrew Goodman                                                  | 12 juillet 2016    | 10 décembre 2016   | 2,00      |
| Sandy crée un aliment populaire à partir de glands, mais sa cupidité pèse sur son arbre. |     |                                                             |                          |                                                                 |                    |                    |           |
| 201b | 23b | Le tableau d'affichage Bulletin Board                       | Alan Smart et Tom Yasumi | Jack Pendarvis                                                  | 1er octobre 2016   | 10 décembre 2016   | 2,11      |
| Bob l'éponge érige un babillard communautaire dans le Crabe Croustillant, mais des critiques anonymes publiées à ce sujet entraînent des problèmes. |     |                                                             |                          |                                                                 |                    |                    |           |
| 202a | 24a | Les naufragés du salon de la gastronomie Food Con Castaways | Alan Smart               | Daniel Dominguez et Josh Androsky                               | 13 juillet 2016    | 17 décembre 2016   | 2,02      |
| Un gang se dirige vers le Food Con (nom original), mais les ennuis s'agitent lorsqu'ils sont désertés dans la forêt. |     |                                                             |                          |                                                                 |                    |                    |           |
| 202b | 24b | Au pied de la lettre Snail Mail                             | Tom Yasumi               | Clare O'Kane                                                    | 22 octobre 2016    | 17 décembre 2016   | 1,67      |
| Bob l'éponge trompe accidentellement en devenant un pilote à son correspondant, et doit continuer la ruse lors de sa visite. |     |                                                             |                          |                                                                 |                    |                    |           |
| 203a | 25a | L'ananas pris d'assaut Pineapple Invasion                   | Alan Smart               | Kaz                                                             | 14 juillet 2016    | 17 décembre 2016   | 2,24      |
| Bob l'éponge cache la formule secrète dans sa maison, et Gary doit la protéger de Plankton. |     |                                                             |                          |                                                                 |                    |                    |           |
| 203b | 25b | Sauce Salsa Imbecilicus Salsa Imbecilicus                   | Tom Yasumi               | Kaz                                                             | 15 juillet 2016    | 17 décembre 2016   | 1,83      |
| Sandy et Karen doivent sauver le jour où Plankton rend accidentellement tout le monde de Bikini Bottom, y compris lui, aussi stupide que Patrick. |     |                                                             |                          |                                                                 |                    |                    |           |
| 204a | 26a | Mutinerie au Crabe Croustillant Mutiny on the Krusty        | Tom Yasumi               | Kaz                                                             | 8 octobre 2016     | 8 avril 2017       | 1,93      |
| Le Crabe Croustillant est emporté par une tempête. Grincheux et fou, M. Krabs doit guider ses employés et ses clients chez eux. |     |                                                             |                          |                                                                 |                    |                    |           |
| 204b | 26b | La Dent de lait The Whole Tooth                             | Alan Smart               | Kyle McCulloch                                                  | 3 décembre 2016    | 8 avril 2017       | 2,12      |
| Patrick a peur de se faire retirer sa dernière dent de bébé. |     |                                                             |                          |                                                                 |                    |                    |           |